# Marija Jefrossynina

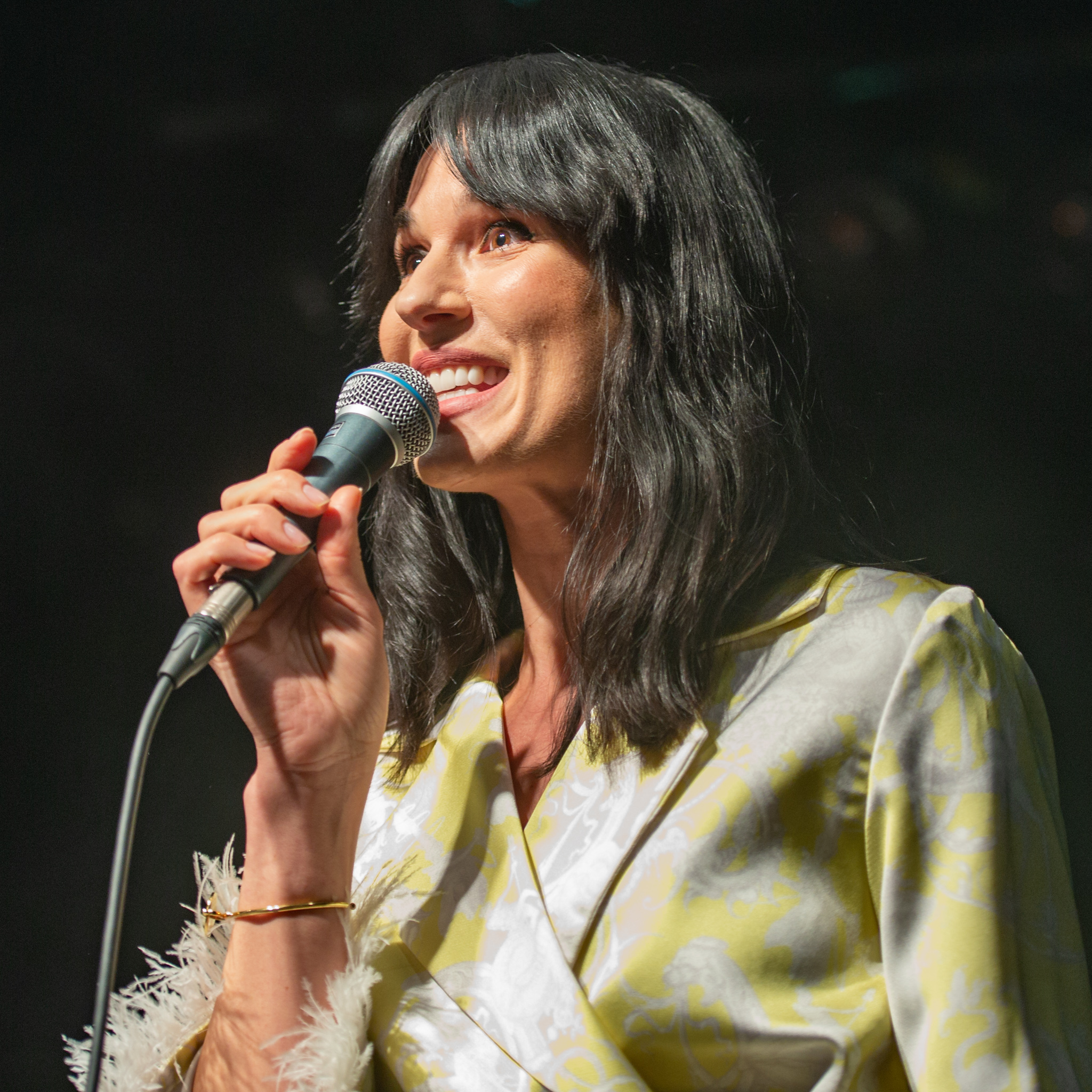
Marija Jefrossynina

Marija Oleksandriwna Jefrossynina (ukrainisch Марія Олександрівна Єфросиніна; * 25. Mai 1979 in Kertsch, Ukrainische SSR) ist eine ukrainische Fernsehmoderatorin und Schauspielerin.

## Biografie
Nach ihrem Studium an der Nationalen Taras-Schewtschenko-Universität in Kiew (englisch, spanisch) wurde sie 1998 fürs Fernsehen entdeckt. Sie war dann einige Jahre im Morgenmagazin des ukrainischen Fernsehens zu sehen. Zusammen mit Pawlo Schylko moderierte sie den Eurovision Song Contest 2005 in Kiew. 2009 moderierte sie zusammen mit Andrej Domanski die Castingshow Fabrika Zirok.